# Karelia (banda)

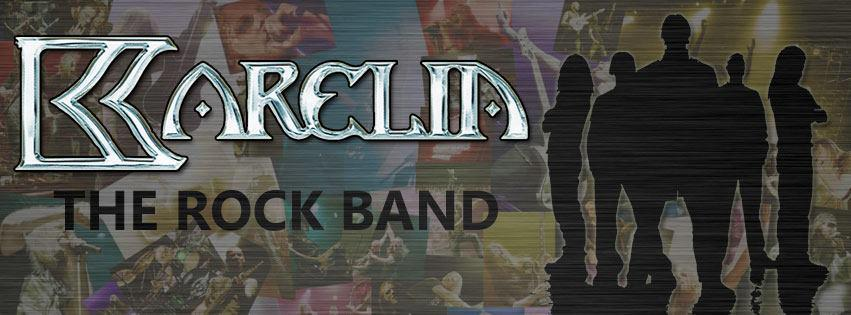
Karelia - logotipo de la banda.

Karelia es una banda francesa de heavy metal formada en 2000 por Matthieu Kleiber y Lionel Vest.

## Biografía
En el año 2000 Karelia lanzó un demo homónimo.
Su primer álbum, Usual Tragedy, fue lanzado en 2004 en la discográfica Drakkar Records, y contiene muchos arreglos orquestales, los que son una de las razones por la que la música de esta banda se clasifica a menudo como heavy metal sinfónico o simplemente metal sinfónico. Respecto a las letras, Usual Tragedy es un álbum conceptual, que trata sobre un hombre que cruzó las dos guerras mundiales: pierde a su padre en la Primera Guerra, a su amada en la Segunda Guerra, es testigo de la violencia y de la locura de los hombres, y eventualmente pierde su propia cordura y fallece solo y perdido en un hospital.
Su segundo álbum, Raise, también lanzado por Drakkar Records en 2005, no es tan orquestal como Usual Tragedy, pero contiene atmósferas más melancólicas y oscuras, lo que ya se había visto en el primer álbum y que parece ser la marca registrada de la banda; es por esta razón que la música de Karelia también suele catalogarse como metal gótico. Las letras abarcan distintos temas como la manipulación de masas ("Raise"), las guerras religiosas ("Cross and Crescent"), la infancia ("Child Has Gone", "Unbreakable Cordon"), y la depresión ("Breakdown"), entre otros.
En enero de 2007, el tecladista Bertrand Maillot abandona la banda, por lo que Jack Ruesch se integra como segundo guitarrista.
En junio de 2007, la banda finalizó las grabaciones de su tercer álbum, Restless. En un comienzo se esperaba su fecha de lanzamiento para septiembre/octubre de 2007 pero finalmente será lanzado en el 21 de abril de 2008, por la discográfica francesa Season Of Mist. Restless mostrará nuevas orientaciones musicales, integrando elementos del metal industrial, como puede ser escuchado en los samples disponibles en el MySpace de la banda.
Durante el mes de noviembre de 2007, Karelia fue telonero de la reconocida banda de hard rock Scorpions, para tres de sus recitales en Francia.

## Influencias
De acuerdo al vocalista de Karelia, Matthieu Kleiber, los integrantes de la banda tienen variadas influencias, citando entre otros, a la música clásica, y también bandas de rock pesado como Guns N’ Roses y Aerosmith como influencias para él mismo y el ex tecladista Betrand Maillot, bandas hard rock como Whitesnake para el bajista Gilles Thiebaut, y bandas de metal sinfónico para el guitarrista Erwan Morice y el baterista Loïc Jenn.

## Miembros

### Actuales
- Matthieu Kleiber - vocalista
- Erwan Morice - guitarra
- Jack Ruesch - guitarra
- Gilles Thiebaut - bajo
- Loïc Jenn - batería

### Anteriores
- Bertrand Maillot - teclados

## Discografía

### Demos
- Karelia (2000)

### Álbumes
- Usual Tragedy (2004)
- Raise (2005)
- Restless (21 de abril de 2008)